# Ludwig Fresenius
Remigius Ludwig Fresenius (* 2. Februar 1886 in Wiesbaden; † 4. Juli 1936 ebenda) war ein deutscher Chemiker.
Ludwig Fresenius war der Sohn von Theodor Wilhelm Fresenius. Er studierte Chemie in München und Berlin und wurde 1911 promoviert (Die Bestimmung kleiner Wasserstoff-Ionen Konzentrationen aus der Intensität des Reststroms) und war 1911 bis 1919 wissenschaftlicher Angestellter beim Reichsgesundheitsamt in Berlin, unterbrochen vom Wehrdienst im Ersten Weltkrieg, in dem er schwer verwundet wurde. Ab 1920 war er im Chemischen Labor Fresenius seiner Familie in Wiesbaden als Mitdirektor (mit seinem Vetter Remigius Fresenius) und Mitinhaber.
Er war Mitherausgeber der Zeitschrift für analytische Chemie. 
Bei Fresenius verlagerte er den Schwerpunkt auf die Ausbildung von Chemotechnikern, insbesondere auch weiblichen Chemotechnikerinnen.
Fresenius war 15 Jahre als Mitglied der Deutschnationalen Volkspartei im Stadtrat von Wiesbaden.
Sein Sohn Wilhelm Nils Fresenius war ebenfalls Chemiker.

## Schriften
- Geschichte des chemischen Laboratoriums Fresenius zu Wiesbaden in den Jahren 1898–1923, 60 Seiten, 1923
- Was ist ein Mineralwasser?, 1933